# Tampa Spartans
Los Tampa Spartans (en español panameño Espartanos de Tampa) es el equipo deportivo que representa a la Universidad de Tampa ubicada en Tampa, Florida en la NCAA Division II como miembros de la Sunshine State Conference desde 1981 y actualmente participa con 20 equipos deportivos.

## Deportes
| Masculino - Béisbol - Baloncesto - Cross country - Golf - Lacrosse - Fútbol - Natación - Atletismo | Femenino - Baloncesto - Voleibol de Playa - Cross country - Golf - Lacrosse - Remo - Fútbol - Softbol - Natación - Tenis - Atletismo - Voleibol |

### Fútbol Americano
Los Tampa Spartans tuvieron un equipo de fútbol americano entre 1933 y 1974. Los "Tampa U" Spartans primero jugaron en el Plant Field cerca de la universidad entre 1933 y 1936, después se pasaron cruzando la calle al Phillips Field donde estuvieron por tres décadas, y pasó a ser el Tampa Stadium la nueva sede del equipo en 1967. La mudanza al Tampa Stadium coincidió con el éxito que tuvo el programa en esos años. Los Spartans vencieron a sus rivales Miami Hurricanes en 1970, pasando a jugar en la NCAA Division I en 1971, y vencieron nuevamente a los Hurricanes en 1972. Varios de esos jugadores pasaron a la NFL, y los Spartans ganaron el Tangerine Bowl de 1972.
Sin embargo, el aumento de gastos en el programa se volvieron una pérdida financiera y la universidad necesitó de un subsidio de varios cientos de miles de dólares al año. Cuando la NFL expandió la liga y le concedió a la ciudad de Tampa una franquicia (los actuales Tampa Bay Buccaneers) en 1974, el comité financiero de la universidad predijo que el apoyo local para el equipo de fútbol de los Spartans devreciera y recomendaron cerrar el programa antes de iniciar la temporada de 1975. El 12 de febrero de 1975 la junta directiva de la Universidad de Tampa votó a favor de cerrar el programa inmediatamente.

## Títulos nacionales
| Asociación | División               | Deporte           | Año  | Rival                     | Resultado    |
| ---------- | ---------------------- | ----------------- | ---- | ------------------------- | ------------ |
| NCAA       | Division II            | Béisbol           | 1992 | Mansfield                 | 11–8         |
| NCAA       | Division II            | Béisbol           | 1993 | Cal Poly San Luis Obispo  | 7–5          |
| NCAA       | Division II            | Béisbol           | 1998 | Kennesaw State            | 6–1          |
| NCAA       | Division II            | Béisbol           | 2006 | Chico State               | 3–2          |
| NCAA       | Division II            | Béisbol           | 2007 | Columbus State            | 7–2          |
| NCAA       | Division II            | Béisbol           | 2013 | Minnesota State–Mankato   | 8–2          |
| NCAA       | Division II            | Béisbol           | 2015 | Catawba                   | 3–1          |
| NCAA       | Division II            | Béisbol           | 2019 | Colorado Mesa             | 3–1          |
| NCAA       | Division II            | Fútbol Masculino  | 1981 | Cal State Los Angeles     | 1–0 (t.e.)   |
| NCAA       | Division II            | Fútbol Masculino  | 1994 | Oakland                   | 3–2 (2 t.e.) |
| NCAA       | Division II            | Fútbol Masculino  | 2001 | Cal State Dominguez Hills | 2–1          |
| NCAA       | Division II            | Golf Masculino    | 1987 | Columbus                  | 1175–1180    |
| NCAA       | Division II            | Golf Masculino    | 1988 | Florida Southern          | 1189–1203    |
| NCAA       | Division II            | Fútbol Femenil    | 2007 | Franklin Pierce           | 3–1          |
| NCAA       | Division II            | Voleibol Femenil  | 2007 | North Alabama             | 3–1          |
| NCAA       | Division II            | Voleibol Femenil  | 2014 | Southwest Minnesota State | 3–0          |
| NCAA       | Division II            | Voleibol Femenil  | 2018 | Western Washington        | 3–2          |
| NCAA       | Division II            | Voleibol Femenil  | 2021 | Washburn                  | 3–0          |
| AVCA       | Small College Division | Voleibol de Playa | 2019 | Texas A&M–Kingsville      | 3–0          |

## Rivalidades

### St. Petersburg College
Su primer rival atlético fue St. Petersburg College. UT adoptó el nombre de Spartans como mascota en los años 1930 debido a que SPC se llamaban los Trojans en esos años (actualmente son conocidos como Titans). Como SPC es una universidad menor, actualmente raras veces se enfrentan.

### Florida Southern
El principal rival de los Spartans son sus vecinos de la Sunshine State Conference, los Florida Southern Moccasins. Esta rivalidad es más cnocida en béisbol, en la que ambos equipos usualmente pelean por el título de la NCAA Division II. Los Spartans y Mocs se combinan actualmente para 17 campeonatos nacionales de béisbol. Ningún otro equipo de la Division II ha ganado más de tres títulos.

### Rowdies Cup
Cada agosto, el equipo de fútbol de los Spartans enfrenta a los rivales de la ciudad vecina de la Division I, los South Florida Bulls, en un partido de pretemporada de la NCAA que se juega en el Tampa Bay Area. El ganador se lleva la Rowdies Cup por los siguientes 12 meses, el trofeo 1975 Soccer Bowl que ganó el original Tampa Bay Rowdies en la casa de la USF Corbett Soccer Stadium. Hasta la edición de 2021, USF tiene la ventaja histórica con récord de 24–11–3. The match was previously contested as the Mayor's Cup and dates back to 1972.

## Salón de la Fama
El salón de la fama de la Universidad de Tampa incluye a exjugadores de la MLB como Lou Piniella y Tino Martinez, exjugadores de la NFL como Freddie Solomon de los San Francisco 49ers y John Matuszak de los Oakland Raiders.